# Língua dengebu
Dengebu, também Dagik, Dagig, Thakik, Buram, Reikha, é uma língua Talodi da família das Nigero-Congolesa falada pela etnia Masakin no Cordofão, Sudão. Tem cerca de 80% de similaridade léxica com a língua ngile que é também falada pelos Masakin.